# Adnan Januzaj
Adnan Januzaj (Bruxelles, 5 febbraio 1995) è un calciatore belga di origini albanesi, centrocampista o attaccante del Las Palmas, in prestito dal Siviglia.

## Biografia
Nato a Bruxelles da genitori di etnia albanese nativi del Kosovo, è cresciuto a Jette, comune della regione della capitale belga, ed ha iniziato a giocare a calcio in un club kosovaro di Schaerbeek, prima di passare al Brussels e a seguire all'Anderlecht.

## Caratteristiche tecniche
Considerato uno dei migliori talenti emergenti del calcio europeo, mancino di piede, Januzaj ricopre il ruolo di trequartista, ma all'occorrenza può giocare anche come ala o seconda punta. È stato spesso paragonato al portoghese Cristiano Ronaldo, anch'egli con un passato al Manchester United.

## Carriera

### Club

#### Manchester United
Una volta acquistato dai Red Devils, inizia a giocare inizialmente nella squadra riserve, nel Manchester United Under-21, e dove percepiva inizialmente uno stipendio di 120.000 sterline all'anno.
Nell'estate del 2013 ha partecipato con la prima squadra del Manchester United alle tournée estive, ed ha esordito ufficialmente per la prima volta in stagione, la (2013-2014) nella prima partita stagionale della squadra, nel match di Community Shield contro il Wigan, indossando la maglia nº 44, e giocando i minuti finali della gara.
Segna le sue prime 2 reti, e tra l'altro anche la sua prima doppietta nella sua carriera da professionista con lo United nella vittoriosa trasferta di campionato del 5 ottobre 2013 contro il Sunderland, vinta per 2-1 dopo aver ribaltato lo svantaggio iniziale, che alla fine si è rivelata decisiva per il risultato finale. Si ripete andando in rete anche contro il West Ham, siglando il momentaneo 2-0 del club di Manchester, partita poi terminata 3-1 per lo United.
Per la stagione 2014-2015 gli viene consegnato, anche dallo stesso predecessore Ryan Giggs la maglia numero 11. Il 16 agosto 2014 esordisce nella nuova stagione entrando al 35' minuto al posto del compagno Lingard nella gara persa 1-2 in casa contro lo Swansea City.
Alla seconda giornata di Premier League segna il primo gol stagionale sul campo dell'Aston Villa permettendo così alla sua squadra di conquistare i 3 punti.

#### Vari prestiti
Con i nuovi tecnici Louis van Gaal e José Mourinho finisce spesso in panchina, e decide dunque di rilanciarsi con i prestiti al Borussia Dortmund e al Sunderland (dove ritrova il tecnico del suo esordio nello United, David Moyes).

#### Real Sociedad
Le prestazioni in queste squadre non bastano a fargli riconquistare un posto nel Manchester United, quindi, nel luglio 2017, Januzaj passa alla Real Sociedad, che versa nelle casse inglesi la cifra di 18 milioni di euro, firmando un contratto quinquennale. Debutta nella Liga il 10 settembre successivo, in un 4-2 sul Deportivo de La Coruña, e segna il suo primo gol il 5 novembre in una vittoria per 3-1 nel derby basco contro l'Eibar. Conclude la prima stagione con 3 reti in 28 partite.
L'annata 2019-2020 è caratterizzata da vari infortuni che non gli permettono di avere continuità. Dopo averlo annunciato il 23 maggio 2022, il 1º luglio successivo, dopo 168 presenze e 24 reti complessive, lascia la squadra basca, rimanendo svincolato.

#### Siviglia e prestiti a İstanbul Başakşehir e Las Palmas
Il 31 agosto seguente firma un contratto quadriennale con il Siviglia.
Il 3 febbraio 2023, dopo avere trovato poco spazio con gli andalusi, viene ceduto in prestito all'İstanbul Başakşehir.
A fine prestito fa ritorno al Siviglia, con cui disputa tutta la stagione 2023-2024 trovando poco spazio.
Il 24 luglio 2024 viene ceduto in prestito al Las Palmas.

### Nazionale
Januzaj ha avuto una vasta scelta per giocare in nazionale: essendo nato a Bruxelles, poteva vestire i colori del Belgio; dal 2018 avrebbe potuto giocare per l'Inghilterra, visto che risiede nel paese; le origini dei genitori potevano portarlo a scegliere la maglia dell'Albania o andare a giocare per il Kosovo; infine, il giovane belga, avrebbe potuto anche vestire la casacca turca per le origini dei nonni.
Il 17 febbraio 2014 ha ricevuto l'invito da parte della neonata selezione nazionale kosovara di disputare l'incontro amichevole del 5 marzo contro Haiti, ma poi ha rifiutato. Il 23 aprile seguente Januzaj sceglie di far parte della nazionale belga e il 13 maggio viene incluso nella lista dei 30 pre-convocati per il campionato del mondo 2014. Debutta ufficialmente con la nazionale belga nella partita amichevole tra Belgio-Lussemburgo, disputata il 26 maggio 2014, e terminata col risultato di 5-1 a favore dei belgi.
Viene incluso nella lista finale dei 23 convocati per i Mondiali 2014. Alla fine del 2014 esce dal giro della nazionale belga, per poi rientrarvi nel 2018, venendo poi convocato per i Mondiali 2018. In quest'ultimi segna il suo primo gol in nazionale decidendo la sfida contro l'Inghilterra, vinta per 1-0. Il Belgio concluderà quel mondiale in terza posizione.

## Statistiche

### Presenze e reti nei club
Statistiche aggiornate al 22 febbraio 2024.
| Stagione                 | Squadra                  | Campionato               | Campionato | Campionato | Coppe nazionali | Coppe nazionali | Coppe nazionali | Coppe continentali | Coppe continentali | Coppe continentali | Altre coppe | Altre coppe | Altre coppe | Totale | Totale |
| Stagione                 | Squadra                  | Comp                     | Pres       | Reti       | Comp            | Pres            | Reti            | Comp               | Pres               | Reti               | Comp        | Pres        | Reti        | Pres   | Reti   |
| ------------------------ | ------------------------ | ------------------------ | ---------- | ---------- | --------------- | --------------- | --------------- | ------------------ | ------------------ | ------------------ | ----------- | ----------- | ----------- | ------ | ------ |
| 2013-2014                | Manchester Utd           | PL                       | 27         | 4          | FACup+CdL       | 1+4             | 0               | UCL                | 2                  | 0                  | CS          | 1           | 0           | 35     | 4      |
| 2014-2015                | Manchester Utd           | PL                       | 18         | 0          | FACup+CdL       | 2+1             | 0               | -                  | -                  | -                  | -           | -           | -           | 21     | 0      |
| ago. 2015                | Manchester Utd           | PL                       | 2          | 1          | FACup+CdL       | 0               | 0               | UCL                | 2                  | 0                  | -           | -           | -           | 4      | 1      |
| 2015-gen. 2016           | Borussia Dortmund        | BL                       | 6          | 0          | CG              | 1               | 0               | UEL                | 5                  | 0                  | -           | -           | -           | 12     | 0      |
| gen.-giu. 2016           | Manchester Utd           | PL                       | 3          | 0          | FACup+CdL       | 0               | 0               | UEL                | 0                  | 0                  | -           | -           | -           | 3      | 0      |
| Totale Manchester United | Totale Manchester United | Totale Manchester United | 50         | 5          |                 | 8               | 0               |                    | 4                  | 0                  |             | 1           | 0           | 63     | 5      |
| 2016-2017                | Sunderland               | PL                       | 25         | 0          | FACup+CdL       | 2+1             | 0+1             | -                  | -                  | -                  | -           | -           | -           | 28     | 1      |
| 2017-2018                | Real Sociedad            | PD                       | 28         | 3          | CR              | 1               | 0               | UEL                | 6                  | 1                  | -           | -           | -           | 35     | 4      |
| 2018-2019                | Real Sociedad            | PD                       | 20         | 1          | CR              | 4               | 1               | -                  | -                  | -                  | -           | -           | -           | 24     | 2      |
| 2019-2020                | Real Sociedad            | PD                       | 24         | 4          | CR              | 5               | 4               | -                  | -                  | -                  | -           | -           | -           | 29     | 8      |
| 2020-2021                | Real Sociedad            | PD                       | 27         | 4          | CR              | 1               | 0               | UEL                | 7                  | 0                  | SS          | 1           | 0           | 36     | 4      |
| 2021-2022                | Real Sociedad            | PD                       | 33         | 3          | CR              | 4               | 1               | UEL                | 7                  | 1                  | -           | -           | -           | 44     | 5      |
| Totale Real Sociedad     | Totale Real Sociedad     | Totale Real Sociedad     | 132        | 15         |                 | 15              | 6               |                    | 20                 | 2                  |             | 1           | 0           | 168    | 24     |
| 2022-gen. 2023           | Siviglia                 | PD                       | 2          | 0          | CR              | 1               | 0               | UCL                | 3                  | 0                  | -           | -           | -           | 6      | 0      |
| gen.-giu. 2023           | İstanbul Başakşehir      | SL                       | 11         | 2          | TK              | 4               | 0               | UECL               | 2                  | 1                  | -           | -           | -           | 17     | 3      |
| 2023-2024                | Siviglia                 | PD                       | 7          | 0          | CR              | 3               | 0               | UCL                | 0                  | 0                  | -           | -           | -           | 10     | 0      |
| Totale Siviglia          | Totale Siviglia          | Totale Siviglia          | 9          | 0          |                 | 4               | 0               |                    | 3                  | 0                  |             | -           | -           | 16     | 0      |
| Totale carriera          | Totale carriera          | Totale carriera          | 233        | 22         |                 | 35              | 7               |                    | 34                 | 3                  |             | 2           | 0           | 304    | 32     |

### Cronologia presenze e reti in nazionale
| Cronologia completa delle presenze e delle reti in nazionale ― Belgio | Cronologia completa delle presenze e delle reti in nazionale ― Belgio | Cronologia completa delle presenze e delle reti in nazionale ― Belgio | Cronologia completa delle presenze e delle reti in nazionale ― Belgio | Cronologia completa delle presenze e delle reti in nazionale ― Belgio | Cronologia completa delle presenze e delle reti in nazionale ― Belgio | Cronologia completa delle presenze e delle reti in nazionale ― Belgio | Cronologia completa delle presenze e delle reti in nazionale ― Belgio |
| Data                                                                  | Città                                                                 | In casa                                                               | Risultato                                                             | Ospiti                                                                | Competizione                                                          | Reti                                                                  | Note                                                                  |
| --------------------------------------------------------------------- | --------------------------------------------------------------------- | --------------------------------------------------------------------- | --------------------------------------------------------------------- | --------------------------------------------------------------------- | --------------------------------------------------------------------- | --------------------------------------------------------------------- | --------------------------------------------------------------------- |
| 26-5-2014                                                             | Genk                                                                  | Belgio                                                                | 5 – 1                                                                 | Lussemburgo                                                           | Amichevole                                                            | -                                                                     | 46’                                                                   |
| 7-6-2014                                                              | Bruxelles                                                             | Belgio                                                                | 1 – 0                                                                 | Tunisia                                                               | Amichevole                                                            | -                                                                     | 74’                                                                   |
| 26-6-2014                                                             | San Paolo                                                             | Corea del Sud                                                         | 0 – 1                                                                 | Belgio                                                                | Mondiali 2014 - 1º turno                                              | -                                                                     | 60’                                                                   |
| 4-9-2014                                                              | Liegi                                                                 | Belgio                                                                | 2 – 0                                                                 | Australia                                                             | Amichevole                                                            | -                                                                     | 62’                                                                   |
| 12-11-2014                                                            | Bruxelles                                                             | Belgio                                                                | 3 – 1                                                                 | Islanda                                                               | Amichevole                                                            | -                                                                     | 63’                                                                   |
| 16-11-2014                                                            | Bruxelles                                                             | Belgio                                                                | 0 – 0                                                                 | Galles                                                                | Qual. Euro 2016                                                       | -                                                                     | 89’                                                                   |
| 2-6-2018                                                              | Bruxelles                                                             | Belgio                                                                | 0 – 0                                                                 | Portogallo                                                            | Amichevole                                                            | -                                                                     | 46’                                                                   |
| 6-6-2018                                                              | Bruxelles                                                             | Belgio                                                                | 3 – 0                                                                 | Egitto                                                                | Amichevole                                                            | -                                                                     | 46’                                                                   |
| 28-6-2018                                                             | Kaliningrad                                                           | Inghilterra                                                           | 0 – 1                                                                 | Belgio                                                                | Mondiali 2018 - 1º turno                                              | 1                                                                     | 86’                                                                   |
| 15-11-2018                                                            | Bruxelles                                                             | Belgio                                                                | 2 – 0                                                                 | Islanda                                                               | UEFA Nations League 2018-2019 - 1º turno                              | -                                                                     | 75’                                                                   |
| 24-3-2019                                                             | Nicosia                                                               | Cipro                                                                 | 0 – 2                                                                 | Belgio                                                                | Qual. Euro 2020                                                       | -                                                                     | 57’                                                                   |
| 6-9-2019                                                              | Serravalle                                                            | San Marino                                                            | 0 – 4                                                                 | Belgio                                                                | Qual. Euro 2020                                                       | -                                                                     | 56’                                                                   |
| 30-3-2021                                                             | Lovanio                                                               | Belgio                                                                | 8 – 0                                                                 | Bielorussia                                                           | Qual. Mondiali 2022                                                   | -                                                                     | 77’                                                                   |
| 26-3-2022                                                             | Dublino                                                               | Irlanda                                                               | 2 – 2                                                                 | Belgio                                                                | Amichevole                                                            | -                                                                     | 75’                                                                   |
| 29-3-2022                                                             | Bruxelles                                                             | Belgio                                                                | 3 – 0                                                                 | Burkina Faso                                                          | Amichevole                                                            | -                                                                     | 53’                                                                   |
| Totale                                                                |                                                                       | Presenze                                                              | 15                                                                    |                                                                       | Reti                                                                  | 1                                                                     |                                                                       |

## Palmarès
- Community Shield: 1

Manchester United: 2013
- Coppa d'Inghilterra: 1

Manchester United: 2015-2016
- Coppa di Spagna: 1

Real Sociedad: 2019-2020